# Gehöft Schlossstraße 92 (Kirchhausen)

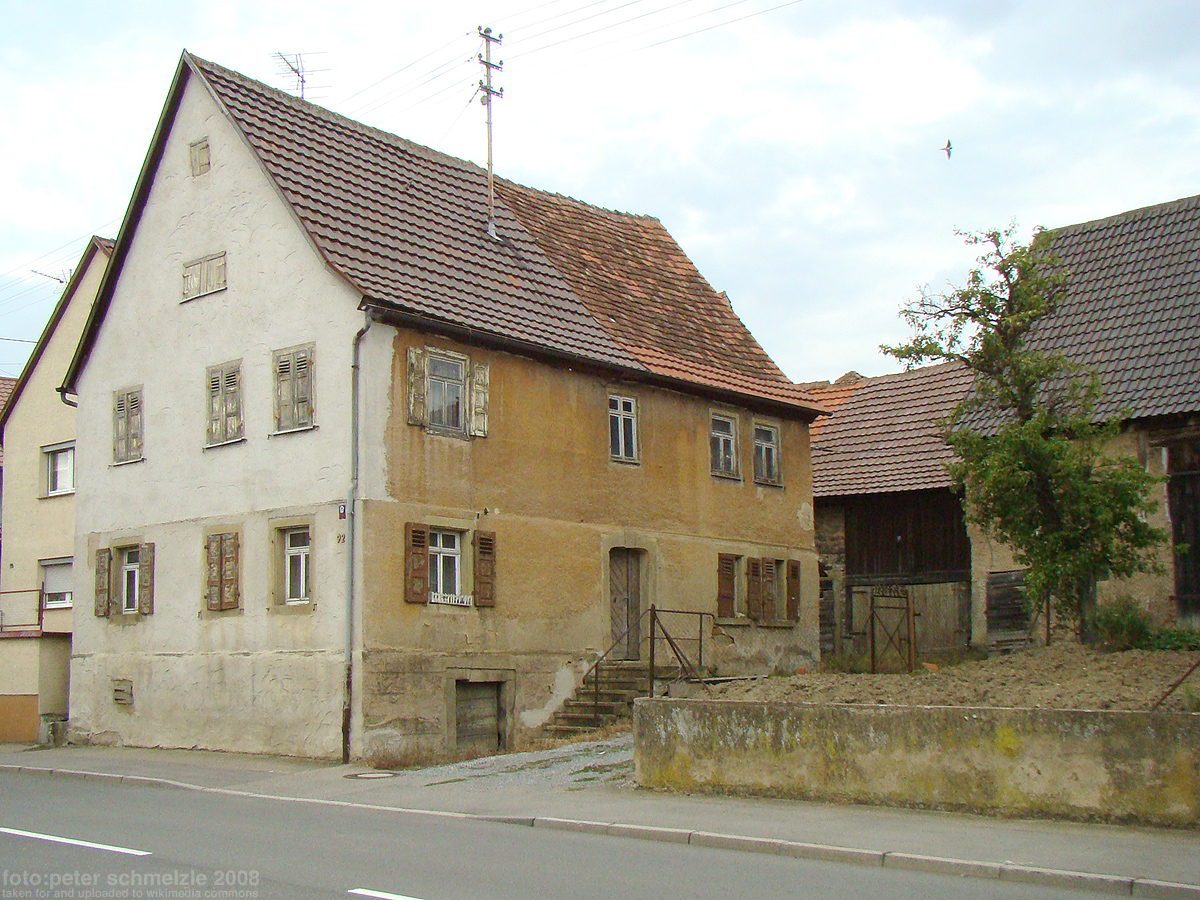
Gehöft in der Schlossstraße 92

Das Gehöft in der Schlossstraße 92 im Heilbronner Stadtteil Kirchhausen ist ein privater Profanbau, dessen Ursprünge auf das Ende des 18. Jahrhunderts zurückgehen. 

## Beschreibung
Die Hofanlage besteht aus einem Wohnhaus, Schweineställen und einer Scheune. Das zweistöckige Wohnhaus ist giebelständig. Das Obergeschoss des Wohnhauses wurde in Fachwerk auf einem hohen Kellergeschoss mit massivem Erdgeschoss errichtet. Die Ställe wurden rückseitig an das Wohnhaus angebaut. Die Scheune ist im Gegensatz zum Wohnhaus traufständig. Bemerkenswert ist das Rautenmuster, das sich im Fachwerkgiebel der Scheune erhalten hat. Das denkmalgeschützte Gehöft gilt als Kulturdenkmal.